# 李向农
李向农（1955年12月—），汉族，湖北汉阳人，中共党员。曾任华中师范大学副校长、教授、博士生导师，主要从事语言学与应用语言学研究。
1977年，毕业于鄂州师范中文专业。1983年，毕业于武汉师范学院（现湖北大学）中文高师函授。1985年，获安徽师范大学文学硕士学位，并留校语言研究所工作。1994年，获华中师范大学文学博士学位。1994年至今，在华中师范大学任教，历任文学院副院长、研究生处副处长、文学院院长。2004年2月至2016年3月，任华中师范大学副校长。